# Mark Bosnich
Mark Bosnich (* 13. Januar 1972 in Fairfield, Sydney) ist ein ehemaliger australischer Fußballtorwart kroatischer Abstammung.
1997 wurde Bosnich zu Ozeaniens Fußballer des Jahres gewählt. Er spielte 17 Mal in der australischen A-Nationalmannschaft. Dabei gelang dem Torhüter auch ein Treffer beim 13:0-Sieg gegen die Salomonische Fußballnationalmannschaft. Mit der Olympiaelf der "Socceroos" wurde er bei den Spielen 1992 in Barcelona Vierter.
1996 gastierte er mit Aston Villa an der White Hart Lane bei Tottenham Hotspur. Dabei kam es zu einem Eklat: Zu Beginn der zweiten Halbzeit zeigte er den Hitlergruß, den er noch mit einem gestisch angedeuteten Hitlerbart untermalte. Darauf sah er vom Schiedsrichter die Gelbe Karte. Direkt im Anschluss an die Partie erfolgte eine polizeiliche Untersuchung, bei der Bosnich und sein damaliger Trainer Brian Little zu dem Vorfall befragt wurden. Am Ende überließen die Behörden eine Sanktionierung Bosnichs der FA. Diese erfolgte in Form einer Geldstrafe von 1.000 Pfund und einer Spielsperre. 2002 wurde bei Bosnich die Einnahme von Kokain festgestellt. Daraufhin wurde er von seinem damaligen Klub, dem FC Chelsea, entlassen und vom englischen Fußballverband für 9 Monate gesperrt.
Nach über fünf Jahren Abwesenheit vom Profi-Fußball schaffte Bosnich ein glänzendes Comeback, als er am 27. Juli 2008 im Pre-Season Cup gegen den Sydney FC wieder auf dem Platz stand. Das Team gewann 3:0 und Bosnich bekam im August desselben Jahres noch einen Kurzzeitvertrag mit vier weiteren Ligaeinsätzen, in denen sein Team ungeschlagen blieb.